# Cyclops ohridanus
Cyclops ohridanus är en kräftdjursart som beskrevs av Jean-Jacques Kieffer 1832. Cyclops ohridanus ingår i släktet Cyclops och familjen Cyclopidae. Inga underarter finns listade i Catalogue of Life.